# Mike Brown (lottatore)
Mike Brown, all'anagrafe Michael Thomas Brown (Portland, 8 settembre 1975), è un lottatore di arti marziali miste statunitense.
Combatte nella categoria dei pesi piuma per l'organizzazione UFC, ed in passato è stato campione di categoria nell'organizzazione WEC, quando nel 2008 tolse la cintura all'uomo copertina dell'organizzazione Urijah Faber che era già alla sesta difesa del titolo e lo sconfisse una seconda volta nel successivo rematch, salvo poi perdere il titolo contro José Aldo.

## Carriera nelle arti marziali miste

### Inizi: promozioni minori, debutto in UFC e Deep
Mike Brown vanta un ottimo background nella lotta libera a livello studentesco, essendo stato campione statale del Maine nel 1992 e sempre uno dei migliori wrestler all'università di Norwich.
Brown inizia la sua carriera da professionista nelle arti marziali miste nel 2001 prendendo parte agli eventi di varie promozioni minori statunitensi, soprattutto del Massachusetts.
Dopo due vittorie iniziali viene sconfitto per sottomissione dall'esordiente Hermes França, futuro campione WEC e contendente UFC, in un incontro di pesi leggeri nell'organizzazione HOOKnSHOOT.
Successivamente inanella una serie di sette vittorie consecutive tra il 2002 ed il 2003, tra le quali spicca la vittoria per sottomissione ai danni del campione UCC, futuro campione TKO e futuro contendente al titolo dei pesi piuma UFC Mark Hominick.
Con un record personale di 9-1 Brown ha l'opportunità di lottare nella prestigiosissima UFC in un incontro di pesi leggeri che lo vede opposto all'eclettico Genki Sudo: Brown viene sconfitto nel primo round per sottomissione causa leva al braccio.
L'UFC lo rilascia subito dopo la sconfitta.
Nell'incontro successivo, combattuto in un piccolo evento del Massachusetts, Brown subisce la sua terza sconfitta in carriera, questa volta per mano dell'esperto di sottomissioni Joe Lauzon, futuro veterano UFC che vince grazie ad uno strangolamento nel terzo round.
Successivamente Brown inizia a lottare in Giappone e nel 2005 prende parte al torneo dei pesi piuma organizzato dalla promozione Deep: qui nei quarti di finale supera Takeshi Yamazaki, ma in semifinale si deve arrendere a Masakazu Imanari, fuoriclasse delle leve alle gambe e futuro campione Deep, che sottomise Brown rischiando di rompergli la gamba.
Dopo l'esperienza in Giappone Mike Brown torna a combattere negli Stati Uniti dove tra il 2006 ed il 2007 mette a segno una striscia di sei vittorie consecutive tra le quali brilla quella sull'esperto Yves Edwards, veterano UFC e Pride e al tempo uno dei pesi leggeri più quotati al mondo.

### World Extreme Cagefighting
Grazie ad un ottimo record personale di 18-4 e a vittorie contro avversari di buon livello nel 2008 Brown stipula un contratto con la prestigiosa WEC, promozione che poteva vantare i lottatori più forti del Nord America nelle divisioni di peso più leggere.
Qui compete nella categoria dei pesi piuma, e bagna il suo esordio con una convincente vittoria ai punti sull'esperto Jeff Curran, lottatore che era uscito sconfitto dalla sfida per il titolo contro il campione Urijah Faber.
Brown ottiene così direttamente la possibilità di sfidare Urijah Faber per la cintura: Faber dopo aver strappato la cintura a Cole Escovedo nel 2006 la difese per ben cinque volte nell'arco di più di due anni, venendo indicato come il più forte peso piuma del mondo, nonché ragazzo copertina della WEC dall'enorme popolarità tra i tifosi ed i media; dopo una serie di scambi e alcuni clinch sulla rete un Faber in difficoltà rischia una prevedibile gomitata che Brown contrattacca con un gancio, il quale va a segno e stende Faber che subisce il ground and pound finale: Brown mette così fine al lungo regno di Faber come campione dei pesi piuma e diviene lui stesso campione WEC.
Nel 2009 Brown difende per la prima volta il titolo contro Leonard Garcia in Texas, stato di provenienza di Garcia: anche in questo caso Brown ha la meglio grazie ad un'azione di contrattacco su uno svarione dell'avversario, che poi sottomette a terra riuscendo con successo a mantenere la cintura di campione.
Lo stesso anno Brown concede il rematch a Urijah Faber in un incontro che si giocò in California, stato di provenienza di Faber: Brown la spuntò ancora, questa volta con una netta vittoria ai punti, visto che i giudici segnarono un punteggio di 49-46, 48-47 e 49-46 a favore del lottatore del Maine, e Faber ne uscì con una mano rotta; a quel punto Brown si poteva chiaramente definire il peso piuma più forte del mondo.
Nel novembre 2009 Brown fu chiamato a difendere il titolo per la terza volta, questa volta contro il giovane astro nascente delle MMA José Aldo: Brown venne messo in difficoltà già nel primo round con le combinazioni ed i forti calci di Aldo, e nel secondo round finisce a terra con una spinta e viene finito in ground and pound, perdendo il titolo e consegnandolo nelle mani di un Aldo che da quel momento darà il la ad un lungo regno come peso piuma più forte del mondo.
Successivamente nel 2010 combatte tre incontri sempre in WEC, vincendo contro Anthony Morrison e Cole Province e perdendo contro l'ex peso leggero del torneo The Ultimate Fighter Manvel Gamburyan.

### Ultimate Fighting Championship
Nel 2011 l'UFC, lega che al tempo raccoglieva i migliori lottatori di ogni categoria di peso, rilevò la WEC e fuse i roster delle due organizzazioni, mettendo quindi sotto contratto anche Mike Brown.
Per quello che fino ad allora era uno dei pesi piuma in assoluto più forti del mondo il ritorno in UFC è negativo, e patisce ben due sconfitte consecutive ai punti per mano dei brasiliani Diego Nunes e Rani Yahya, entrambi ex lottatori WEC.
Successivamente si riprende bene e sconfigge per decisione dei giudici di gara prima l'ex lottatore Strikeforce Nam Phan e poi l'ex Bellator Daniel Pineda; dopo la vittoria su Pineda Brown affermò di voler valutare nei successivi mesi se doversi ritirare a causa dei tempi di recupero sempre più lunghi per il suo corpo dopo gli incontri: Brown decise invece di firmare un nuovo contratto con l'UFC di 5 incontri.
Nel 2013 affrontò Steven Siler, il quale sostituiva l'indisponibile Akira Corassani: la striscia positiva di Brown venne interrotta con un veloce KO.
Nell'aprile 2014 avrebbe dovuto vedersela con Estevan Payan, ma a due settimane dal match Brown diede forfait a causa di un infortunio.

## Risultati nelle arti marziali miste
| Risultato | Record | Avversario       | Metodo                               | Evento                             | Data              | Round | Tempo | Città                        | Note                                         |
| --------- | ------ | ---------------- | ------------------------------------ | ---------------------------------- | ----------------- | ----- | ----- | ---------------------------- | -------------------------------------------- |
| Sconfitta | 26-9   | Steven Siler     | KO (pugni)                           | UFC Fight Night: Shogun vs. Sonnen | 17 agosto 2013    | 1     | 0:50  | Boston, Stati Uniti          |                                              |
| Vittoria  | 26–8   | Daniel Pineda    | Decisione (unanime)                  | UFC 146: Dos Santos vs. Mir        | 26 maggio 2012    | 3     | 5:00  | Las Vegas, Stati Uniti       |                                              |
| Vittoria  | 25–8   | Nam Phan         | Decisione (unanime)                  | UFC 133: Evans vs. Ortiz           | 6 agosto 2011     | 3     | 5:00  | Filadelfia, Stati Uniti      |                                              |
| Sconfitta | 24–8   | Rani Yahya       | Decisione (unanime)                  | UFC: Fight For The Troops 2        | 22 gennaio 2011   | 3     | 5:00  | Fort Hood, Stati Uniti       |                                              |
| Sconfitta | 24–7   | Diego Nunes      | Decisione (non unanime)              | UFC 125: Resolution                | 1º gennaio 2011   | 3     | 5:00  | Las Vegas, Stati Uniti       |                                              |
| Vittoria  | 24–6   | Cole Province    | KO Tecnico (pugni)                   | WEC 51: Aldo vs. Gamburyan         | 30 settembre 2010 | 1     | 1:18  | Broomfield, Stati Uniti      |                                              |
| Sconfitta | 23–6   | Manvel Gamburyan | KO (pugni)                           | WEC 48: Aldo vs. Faber             | 24 aprile 2010    | 1     | 2:22  | Sacramento, Stati Uniti      |                                              |
| Vittoria  | 23–5   | Anthony Morrison | Sottomissione (rear naked choke)     | WEC 46: Varner vs. Henderson       | 10 gennaio 2010   | 1     | 1:54  | Sacramento, Stati Uniti      |                                              |
| Sconfitta | 22–5   | José Aldo        | KO Tecnico (pugni)                   | WEC 44: Brown vs. Aldo             | 18 novembre 2009  | 2     | 1:20  | Las Vegas, Stati Uniti       | Perde il titolo dei Pesi Piuma WEC           |
| Vittoria  | 22–4   | Urijah Faber     | Decisione (unanime)                  | WEC 41: Brown vs. Faber 2          | 7 giugno 2009     | 5     | 5:00  | Sacramento, Stati Uniti      | Difende il titolo dei Pesi Piuma WEC         |
| Vittoria  | 21–4   | Leonard Garcia   | Sottomissione (triangolo di braccio) | WEC 39: Brown vs. Garcia           | 1º marzo 2009     | 1     | 1:57  | Corpus Christi, Stati Uniti  | Difende il titolo dei Pesi Piuma WEC         |
| Vittoria  | 20–4   | Urijah Faber     | KO Tecnico (pugni)                   | WEC 36: Faber vs. Brown            | 5 novembre 2008   | 1     | 2:23  | Hollywood, Stati Uniti       | Vince il titolo dei Pesi Piuma WEC           |
| Vittoria  | 19–4   | Jeff Curran      | Decisione (unanime)                  | WEC 34: Faber vs. Pulver           | 1º giugno 2008    | 3     | 5:00  | Sacramento, Stati Uniti      | Debutto in WEC                               |
| Vittoria  | 18–4   | Manny Reyes Jr.  | Sottomissione (rear naked choke)     | Premier X-treme Fighting           | 8 dicembre 2007   | 1     | 1:46  | Hollywood, Stati Uniti       |                                              |
| Vittoria  | 17–4   | Eben Oroz        | KO Tecnico (pugni)                   | HOOKnSHOOT: Bodog Fight            | 24 novembre 2007  | 1     | 3:15  | Evansville, Stati Uniti      |                                              |
| Vittoria  | 16–4   | Yves Edwards     | Decisione (unanime)                  | Bodog Fight: Clash of the Nations  | 16 dicembre 2006  | 3     | 5:00  | San Pietroburgo, Russia      | Incontro di Pesi Leggeri                     |
| Vittoria  | 15–4   | Jason Bryant     | KO Tecnico (pugni)                   | Absolute FC 19                     | 21 ottobre 2006   | 1     | 1:26  | Boca Raton, Stati Uniti      |                                              |
| Vittoria  | 14–4   | Rocky Long       | Sottomissione (rear naked choke)     | Kick Enterprises                   | 9 settembre 2006  | 2     | 1:32  | Fort Myers, Stati Uniti      |                                              |
| Vittoria  | 13–4   | Dustin Neace     | Sottomissione (ghigliottina)         | Absolute FC 18                     | 26 agosto 2006    | 1     | 0:50  | Boca Raton, Stati Uniti      |                                              |
| Sconfitta | 12–4   | Masakazu Imanari | Sottomissione (kneelock)             | DEEP: 22st Impact                  | 2 dicembre 2005   | 2     | 3:38  | Tokyo, Giappone              | Torneo dei Pesi Piuma DEEP, Semifinale       |
| Vittoria  | 12–3   | Takeshi Yamazaki | Decisione (unanime)                  | DEEP: 21st Impact                  | 28 ottobre 2005   | 3     | 5:00  | Tokyo, Giappone              | Torneo dei Pesi Piuma DEEP, Quarti di finale |
| Vittoria  | 11–3   | Taiyo Nakahara   | Sottomissione (triangolo di braccio) | GCM: D.O.G. 2                      | 11 giugno 2005    | 2     | -     | Tokyo, Giappone              |                                              |
| Vittoria  | 10–3   | Renato Tavares   | Decisione (unanime)                  | Absolute FC 10                     | 30 ottobre 2004   | 3     | 5:00  | Fort Lauderdale, Stati Uniti |                                              |
| Sconfitta | 9–3    | Joe Lauzon       | Sottomissione (rear naked choke)     | CZ 8: Street Justice               | 2 ottobre 2004    | 3     | 2:14  | Revere, Stati Uniti          |                                              |
| Sconfitta | 9–2    | Genki Sudo       | Sottomissione (armbar triangolare)   | UFC 47: It's On!                   | 2 aprile 2004     | 1     | 3:31  | Las Vegas, Stati Uniti       | Debutto in UFC                               |
| Vittoria  | 9–1    | Leigh Remedios   | Decisione (unanime)                  | Absolute FC 6                      | 6 dicembre 2003   | 3     | 5:00  | Fort Lauderdale, Stati Uniti |                                              |
| Vittoria  | 8–1    | Renat Mirzabekov | Sottomissione (heel hook)            | Hardcore FC 2                      | 18 ottobre 2003   | 1     | 2:38  | Revere, Stati Uniti          |                                              |
| Vittoria  | 7–1    | Mark Hominick    | Sottomissione (heel hook)            | TFC 8: Hell Raiser                 | 6 giugno 2003     | 3     | -     | Toledo, Stati Uniti          |                                              |
| Vittoria  | 6–1    | Shawn Graham     | KO Tecnico (pugni)                   | Hardcore FC 1                      | 24 maggio 2003    | 2     | 1:05  | Revere, Stati Uniti          |                                              |
| Vittoria  | 5–1    | Mike Large       | Sottomissione (rear naked choke)     | TFC 7: Fightzone                   | 28 febbraio 2003  | 1     | -     | Toledo, Stati Uniti          |                                              |
| Vittoria  | 4–1    | Bill Mahoney     | Sottomissione (rear naked choke)     | Mass Destruction 10                | 25 gennaio 2003   | 3     | -     | Swansea, Stati Uniti         |                                              |
| Vittoria  | 3–1    | Edward Odquina   | Sottomissione (rear naked choke)     | USMMA 1: Ring of Fury              | 18 maggio 2002    | 1     | -     | Lowell, Stati Uniti          |                                              |
| Sconfitta | 2–1    | Hermes França    | Sottomissione (triangolo)            | HOOKnSHOOT: Kings 1                | 17 novembre 2001  | 1     | 2:21  | Evansville, Stati Uniti      | Incontro di Pesi Leggeri                     |
| Vittoria  | 2–0    | Vinny Brightman  | Sottomissione (rear naked choke)     | Mass Destruction 3                 | 4 agosto 2001     | 1     | 3:30  | Swansea, Stati Uniti         |                                              |
| Vittoria  | 1–0    | Jeff Darienzo    | Sottomissione (keylock)              | Mass Destruction 1                 | 1º aprile 2001    | -     | -     | Swansea, Stati Uniti         |                                              |